# Alemanha Oriental nos Jogos Olímpicos de Verão de 1988

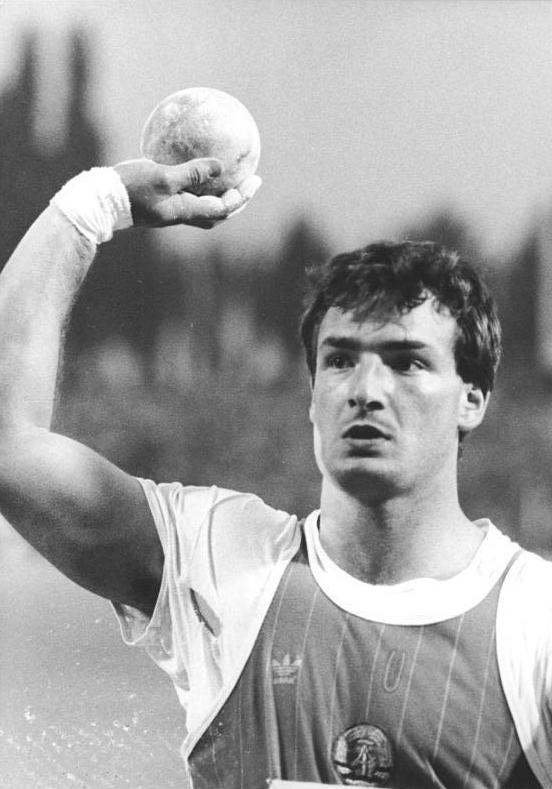
Imagem da época.￼Ajuda

A Alemanha Oriental participou dos Jogos Olímpicos de Verão de 1988, sendo esta a última participação do país, antes da reunificação da Alemanha, onde Alemanha Oriental e Alemanha Ocidental tornaram-se um único país, em 1990. A equipe foi anunciada oficialmente em 3 de setembro de 1988. A partir daí, apenas uma equipe competiu nos Jogos Olímpicos.